# Onze-Lieve-Vrouwkapel (Heilige Geeststraat)

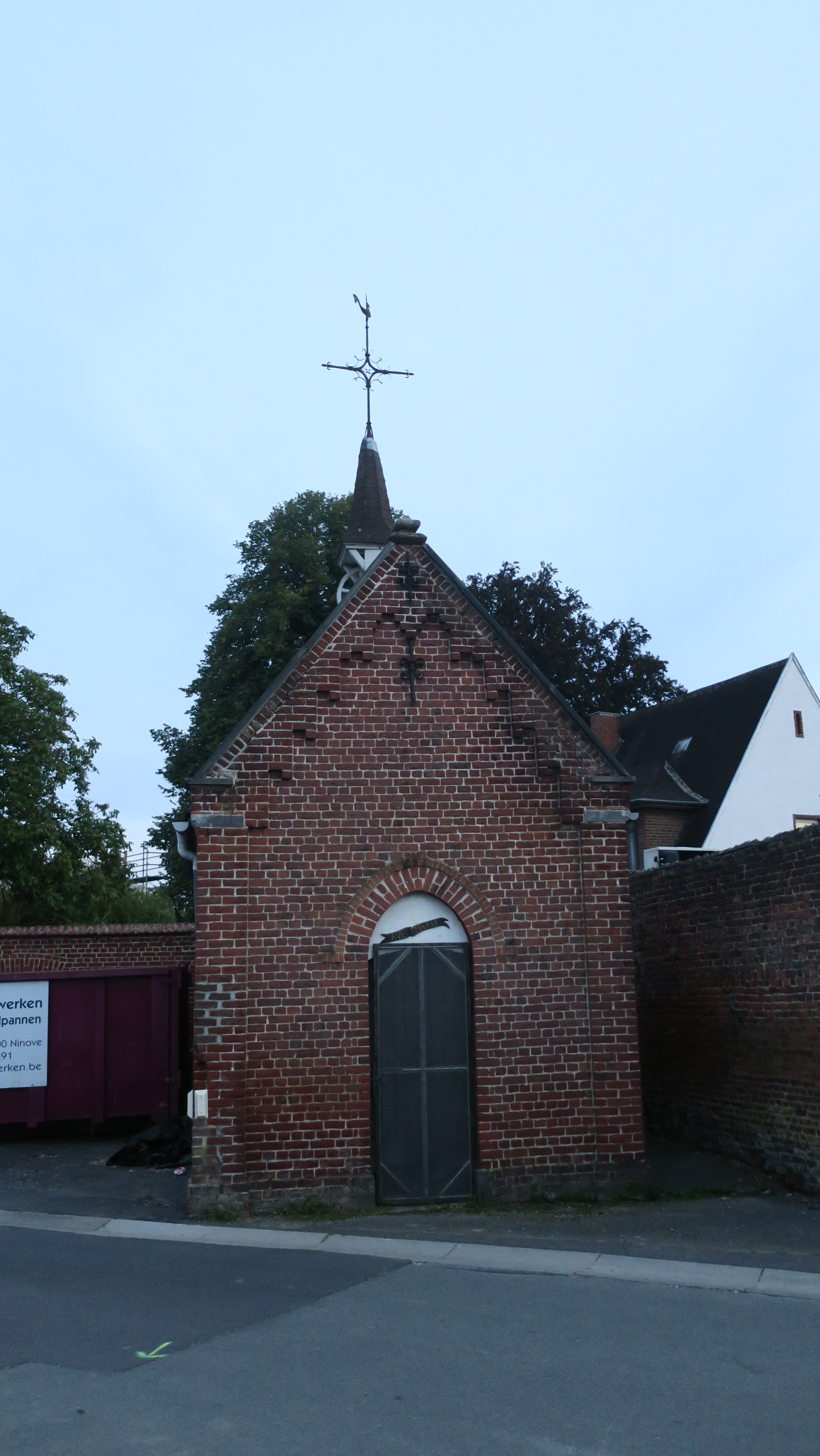
Vooraanzicht van Onze-Lieve-Vrouwkapel. Foto: Anne-Mie Havermans.

De Onze-Lieve-Vrouwkapel is een kapel in de Vlaams-Brabantse gemeente Herne. De kapel is gelegen aan de splitsing van de Heilige Geeststraat met de Groenstraat, ter hoogte van het Dominicanessenklooster. 

## Historiek
Reeds in de 16e eeuw geven historische documenten aan dat hier een kapel stond. Zo zou er in 1587, het jaar waarin Karel van Arenberg huwde met Anne van Croy, al een gebedshuis op deze plek gestaan hebben. Volgens de legende werd tijdens een jachtpartij, waaraan beide families deelnamen, de jonge edelvrouw aangevallen door een everzwijn. De prins-graaf Karel van Arenberg redde echter Anne van Croy, zijn toekomstige echtgenote-hertogin en doodde het dier. Om deze reden zou een kapel opgericht zijn met de naam ‘Heiland’, wat redder betekent.
In een bouwdossier uit 1621 wordt de bouw van een nieuwe kapel gedocumenteerd. In opdracht van Anne van Croy werd toen een groter gebedshuis op dezelfde plek gebouwd. Tevens werd een stichting opgericht die ervoor moest zorgen dat iedere zaterdag een mis werd gelezen voor de zielenrust van deze edele dame.
Sinds 1830 vermeldt het kadaster de gemeente Herne als eigenaar van het gebouwtje. In 1979 werd de kapel gerestaureerd onder impuls van Roger Schrije en met de financiële steun van de gemeente.

## Architectuur
De huidige neogotische kapel, van 6 op 2,8 meter, is een 19e-eeuwse opvolger van het gebouwtje uit 1621. Het gebedshuis is opgetrokken in baksteen met een metselwerk in kruisverband en is bedekt met een zadeldak van leien. Op het dak prijkt een dakruiter met een klok en wiel die is bekroond met een sierlijk smeedijzeren kruis en haan. Onder de dakrand is een tandfries uitgewerkt en in de zijgevel bevinden zich gekoppelde spitsboogramen.

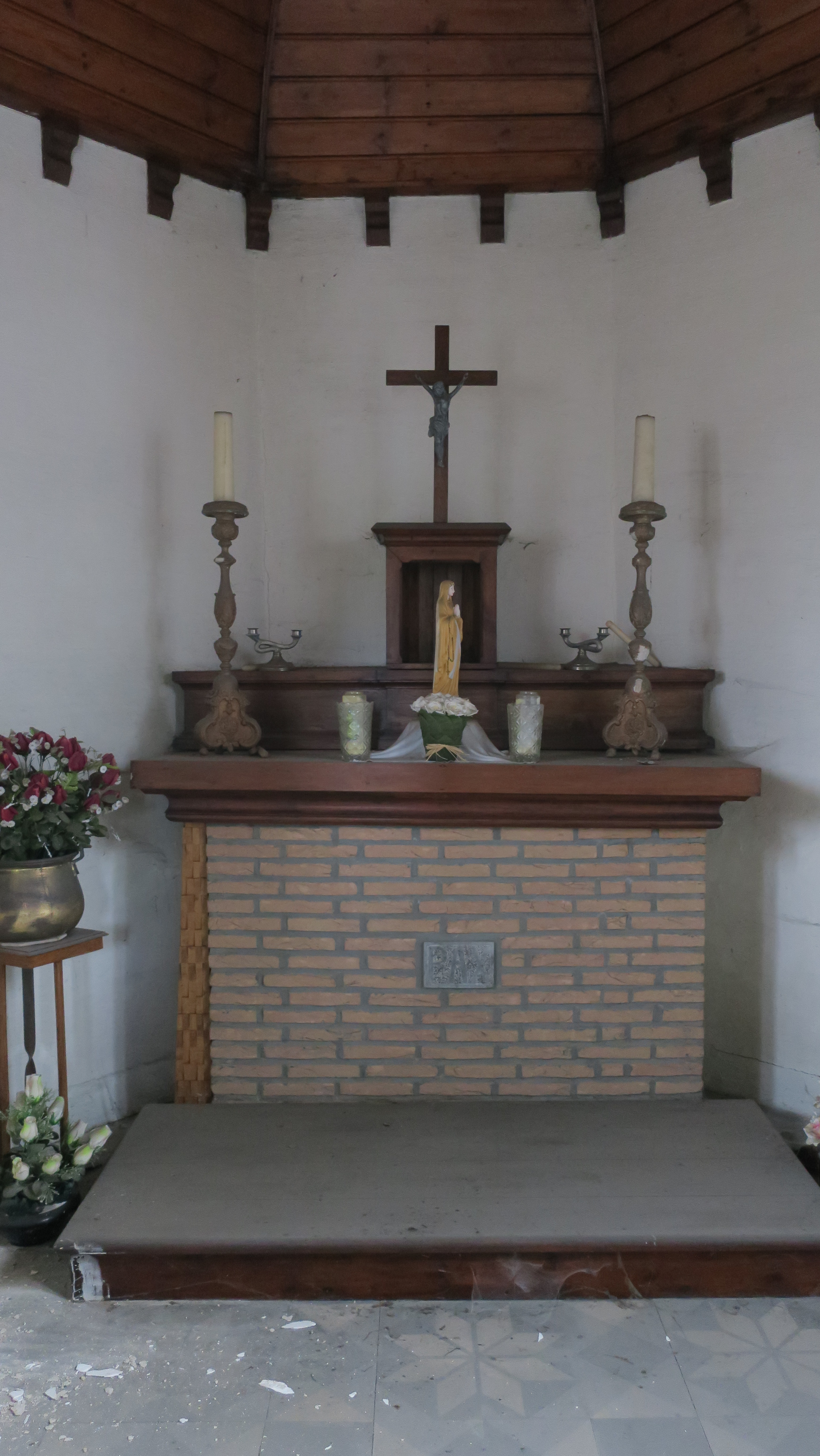
Interieur Onze-Lieve-Vrouwkapel. Foto: Anne-Mie Havermans.

Binnenin de kapel ligt een vloer met een geometrisch patroon. Het spitsbooggewelf is uitgewerkt met houten planchetten. Op de houten altaartafel staat een gekroond Onze-Lieve-Vrouwbeeld met kind, een kruisbeeld en twee kandelaars. Het frontpaneel van het altaar is hermetst. Een eikenhouten voorportaal met spijlen en trede in blauwe hardsteen scheidt het koor van het altaar. Aan de publiekszijde staan houten bankjes en een wijwatervat.